# Перепись населения в Германии (2011)
Перепись населения в Германии проходила с 9 мая 2011 года. Это первая перепись населения с момента объединения страны. Перепись населения инициирована Европейской комиссией.
Предыдущая перепись населения проходила в Западной Германии в 1987 году, а в ГДР — в 1981 году.

## Итоги
Первые результаты обнародованы 31 мая 2013 года. Население Германии на 9 мая 2013 года составило 80,2 млн человек. Это оказалось на 1,5 млн человек меньше, чем предполагалось.